# Lycée Vaugelas
 (janvier 2010).
Si vous disposez d'ouvrages ou d'articles de référence ou si vous connaissez des sites web de qualité traitant du thème abordé ici, merci de compléter l'article en donnant les références utiles à sa vérifiabilité et en les liant à la section « Notes et références ».
Le lycée Vaugelas est un établissement français d’enseignement secondaire et supérieur situé sur la commune de Chambéry dans le département de la Savoie, en région Auvergne-Rhône-Alpes.
Le création du lycée et le début des enseignements dans ce bâtiment remonte a 1564
En revanche Il est le premier lycée à voir le jour en Savoie consécutivement à l'annexion de la Savoie à la France en juin 1860.
Sa chapelle attenante fait par ailleurs l'objet d'un classement au titre des monuments historiques depuis 1950 (façade) et d'une inscription partielle depuis 1995 (ensemble).
Le 29 mars 2023, le lycée Vaugelas a été reconnu comme le 7ème meilleur lycée de France

## Histoire

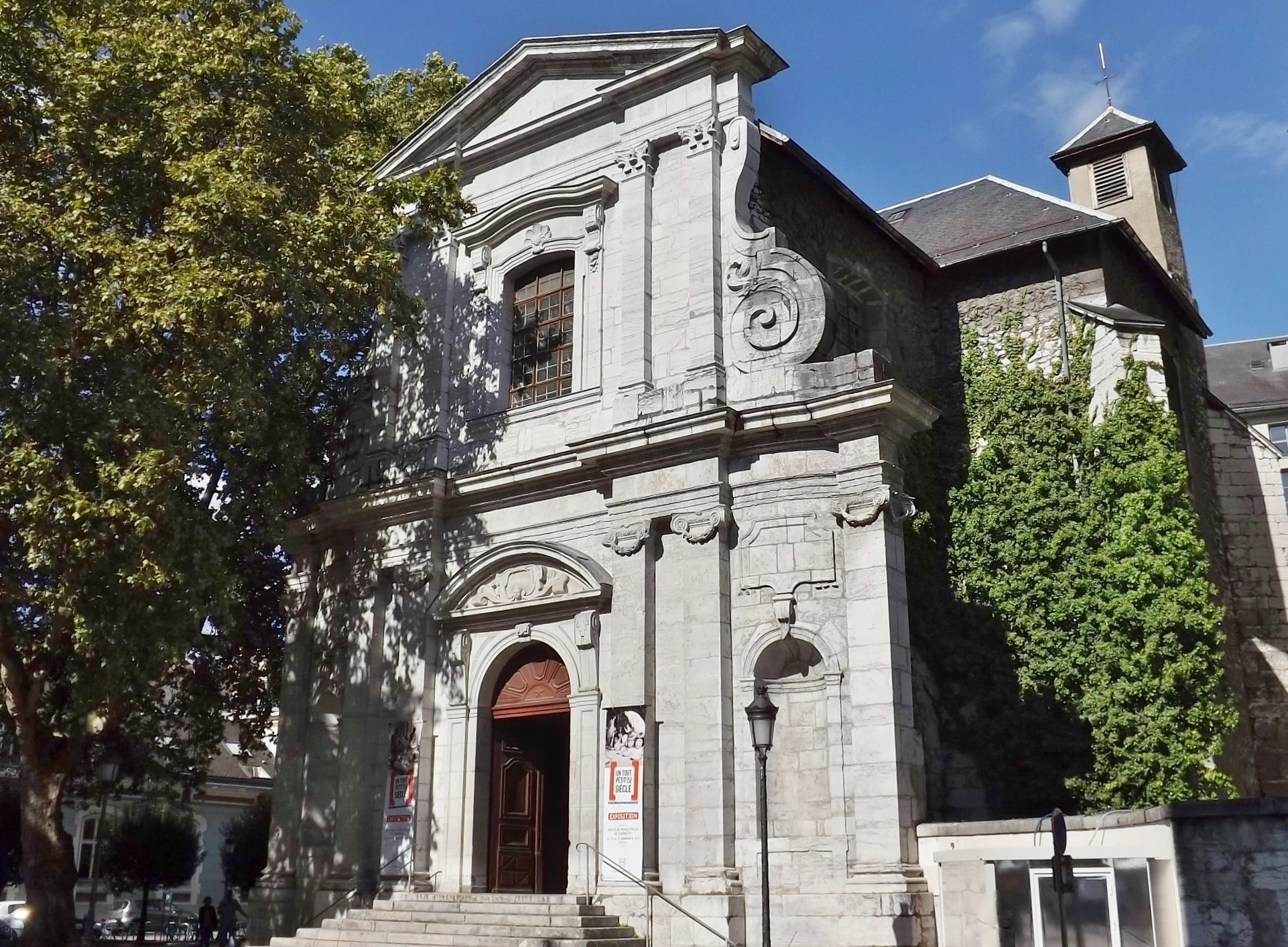
La chapelle du lycée, classée et inscrite aux Monuments historiques.

Par lettres patentes du 3 octobre 1564, les Jésuites se voient autorisés à établir un collège à Chambéry par le duc de Savoie. Le Collège de Jésuites ouvre en 1566 avec une classe de grammaire (1566), à laquelle succède celle de mathématiques (1573), puis des humanités et rhétorique (1582), puis de philosophie (1604). Lorsque Victor-Amédée II interdit aux Jésuites d'enseigner en Savoie en 1729, l’établissement devient Collège Royal. Cependant, ces derniers ont maintenu un internat dans leur couvent afin d'attirer les fils de bonnes familles. Le nouveau Collège Royal occupe depuis sa création divers bâtiments chambériens.
En 1792, les Révolutionnaires français envahissent la Savoie et l’annexent à la France. Le collège est fermé durant trois ans. La Convention nationale rouvre l’établissement en 1795 sous le nom d’École Centrale du Mont-Blanc. L’École centrale est fermée en 1803, sous le Consulat. Cependant, elle est remplacée par l’École secondaire communale dès l’année suivante. La municipalité de Chambéry vient en effet d’acheter l’ancien couvent de la Visitation (site actuel du lycée) afin d’installer l’école dans ses locaux.
Au printemps 1805, Napoléon se rend Milan pour ceindre la couronne de fer de roi d’Italie. Au cours de son voyage, il fait escale à Chambéry le 17 avril (27 germinal an XIII) et visite l’école communale. On y compte alors 260 élèves et 7 professeurs. Dans l’espoir de voir le titre de lycée accordé à l’école secondaire, son directeur, Georges-Marie Raymond, fait habiller les pensionnaires en tenue militaire, à l’image des lycéens. Malgré une manœuvre (marche en colonne) commandée par l’empereur lui-même, le statut de l’établissement reste inchangé. En 1810, toutefois, l’école secondaire devient Collège Impérial.
Lors du retour de la Savoie au royaume de Piémont-Sardaigne, en 1815, l’établissement devient Collège Royal et l’enseignement est à nouveau confié aux Jésuites dès 1823. Au collège, 250 internes et 300 externes font alors leurs études. Néanmoins, en 1848, dans le processus de démocratisation qui a suivi la révolution en France, le roi Charles-Albert fait dissoudre à nouveau la Compagnie de Jésus et l’établissement est réorganisé en Collège National.
Le 22 avril 1860, la Savoie est rattachée à la France par plébiscite. L’instruction publique est alors réorganisée dans la région. Par décret du 13 juin 1860, l’ancien Collège National est aboli et remplacé par le Lycée Impérial de Chambéry : c’est la première création d’un lycée dans le Pays de Savoie. La ville est de nouveau propriétaire des locaux. La première rentrée se fait le samedi 3 novembre 1860 pour les 85 internes et le lendemain pour les 224 externes qui viennent assister à la messe du Saint-Esprit ; les premiers cours sont donnés le lundi 5.
En 1870, à la chute de Napoléon III, le Lycée Impérial devient Lycée National. Entre 1889 et 1892, la ville met en œuvre de grands travaux pour le percement de la rue Marcoz. La municipalité en profite pour réaménager les locaux. D’autres travaux suivront, dans les années 1950.
En 1966, avec l’apparition de la mixité scolaire en France, le lycée de garçons de Chambéry devient le lycée Vaugelas : il est baptisé du nom de l’académicien Claude Favre de Vaugelas (1585-1650), fils du président Favre.

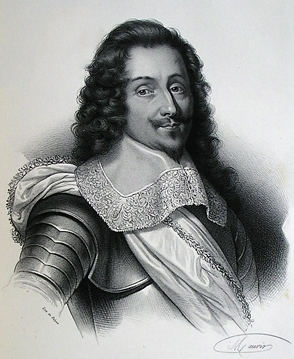
Portrait de Claude Favre de Vaugelas (1585-1650).

## Locaux actuels
Le couvent de la Visitation est fondé en 1624 par Jacqueline Favre, la fille du Premier président du Sénat de Savoie et sœur de Vaugelas. Les visitandines s’installent d’abord au Reclus. Vers 1630, elles déménagent dans les locaux de l’actuel lycée Vaugelas. La chapelle de la Visitation, attenante à leur couvent, est commencée en 1648 et achevée en 1726. À la Révolution, les sœurs sont chassées des locaux et l’État en prend possession. Sous le Consulat, la ville de Chambéry les rachète pour y installer son école secondaire.
Sous la Restauration, les Jésuites, alors responsables du collège, entreprennent la construction du bâtiment de l’Horloge (bâtiment en H). Elle débute en 1827 pour se terminer en 1830. La cour d’honneur cette nouvelle aile devient l’entrée principale de l’établissement.
La ville de Chambéry rentre en possession des locaux lors de l’annexion de la Savoie à la France. Par la suite, entre 1889 et 1892, les bâtiments du couvent sont détruits par la municipalité lors du percement de la rue Marcoz, et remplacés par l’aile Marcoz, qui la longe, et le pavillon Minerve, qui relie les nouveaux locaux au bâtiment de l’Horloge. Il porte ce surnom car la déesse du savoir et de l’intelligence apparaît en bas-relief au fronton. La conciergerie ce pavillon, qui donne sur le square Daisay, devient alors l’entrée principale du lycée. De l’ancienne abbaye, seule la chapelle de la Visitation demeure aujourd’hui, avec parfois le surnom de chapelle Vaugelas.
Dans les années 1950, l’aile Marcoz se voit prolongée de constructions le long de la rue Georges-Marie Raymond. Un gymnase y est notamment bâti.
En 1998, le lycée voit construire un restaurant scolaire dans son enceinte. Ce complexe comprend un restaurant self-service et une cafétéria. Inauguré en 1999, il est baptisé Espace Pierre Balmain, ancien élève et grand couturier.
En 2001-2003 le conseil régional de Rhône-Alpes a programmé la restructuration du lycée, et les travaux se sont étalés de 2007 à 2009, déplaçant notamment l'entrée face aux Halles.
En 2021, un nouveau bâtiment, comprenant l'internat et le nouveau restaurant scolaire, est inauguré.

## Enseignement
Le lycée Vaugelas est un établissement généraliste et technologique depuis 2023 qui dispense des cours allant de la seconde à la terminale, pour l’obtention du baccalauréat général ou d'un baccalauréat technologique de STMG. Récemment, deux filières spécialisées offrent aux élèves de concilier études secondaires et sport ou musique de haut niveau. Le lycée propose certains enseignements de spécialité peu commun tel que théâtre, grec, musique ou latin.
De 1996 à 1997, un pôle de classes préparatoires aux grandes écoles (CPGE) se crée avec l’aménagement de laboratoires de physique, de chimie et de sciences de l’ingénieur. La deuxième phase d’aménagement du pôle se termine en 1998 avec le laboratoire informatique, la salle d’optique et les salles de travail.

### Indicateurs et classement du Lycée
Le Ministère de l'Éducation nationale publie pour chaque établissement les résultats des Indicateurs de valeur ajoutée des lycées (IVAL). Pour le lycée Vaugelas, en 2024, « 100 % des 330 élèves présents au baccalauréat ont obtenu leur diplôme », 83 % d'entre-eux ont obtenu leur diplôme avec mention, bien que le taux attendu était de 84 %. Par ailleurs, le « taux d'accès de la seconde au baccalauréat constaté est égal au taux attendu », soit 90 %.
Selon le classement établit par Le Parisien / Aujourd'hui en France, le lycée se classe 1er au niveau départemental, en 2025 (chiffres de 2024), obtenant une note de 15,67 sur 20 reposant sur « le nombre de spécialités disponibles dans ce lycée, son taux de réussite (100%), le taux de mentions (83%), la diversité du profil social des élèves de lycée ou encore sa valeur ajoutée », tout en indiquant s'appuyer en partie sur les indicateurs IVAL. Selon ces mêmes critères, il obtient la 15e place des lycées publics au niveau national (7e en 2023).

### Classements des CPGE selon le magazine l'Étudiant
Le classement national des classes préparatoires aux grandes écoles (CPGE) se fait en fonction du taux d'admission des élèves dans les grandes écoles.
En 2025, L'Étudiant donne le classement suivant pour les concours de 2024 :
| Filière | Taux d'admission* | Taux moyen sur 5 ans | Classement national |
| --- | ----------------- | -------------------- | ------------------- |
| MP / MP* | 50 %              | 24,6 %               | 22ème sur 151       |
| PSI / PSI* | 36 %              | 18,7 %               | 40ème sur 127       |
| Source : Classement 2025 des prépas - L'Étudiant (Concours de 2024). * le taux d'admission dépend des grandes écoles retenues par l'étude. En MP et PSI, un panel d'écoles électives a été retenu. |                   |                      |                     |

Le site des CPGE du lycée Vaugelas met à jour le devenir de ses anciens élèves en MPSI et en PCSI, plus complets.

## Personnalités

### Enseignants
- Georges-Marie Raymond (1769-1839)[12].
- Abbé Louis Rendu (1789-1859), professeur de physique du Collège Royal vers 1825, futur évêque d'Annecy[12],[13].
- Gilbert Durand (1921-2012), professeur de philosophie.
- Johannès Pallière (1920-2014), agrégé d’histoire et géographie, auteur de L'histoire exemplaire du lycée Vaugelas de Chambéry, 1860-1990.
- René Muller (1902-1995), Proviseur adjoint[14],[15], et Pierre Chambre[16], reconnus Justes parmi les nations

### Élèves célèbres
Par ordre chronologique des naissances : 
- Jean de Montfalcon (1767-1845), général français de la Révolution et de l’Empire[17] ;
- Léon Ménabréa[12] (1804-1857), magistrat et historien ;
- Louis-Frédéric Ménabréa[12] (1809-1896), diplomate et homme d'État italien, frère du précédent ;
- Sacha Guitry (1885-1957) (quelques mois), dramaturge, acteur, metteur en scène, réalisateur et scénariste français ;
- François Sevez (1891-1948), général français, contresigne la capitulation allemande à Reims ;
- Jean Desfrançois (1903-1944)[18], médecin et résistant français ;
- Pierre Balmain (1914-1982)[19], couturier français dont la cafétéria et le restaurant scolaire du lycée portent le nom ;
- Pierre Dumas (1924-2004), homme politique français ;
- Maurice Opinel, (1927-2016), coutelier et industriel français ;
- Robert Badinter (1928-2024), homme politique, juriste et essayiste français. Lycéen pendant la Seconde Guerre mondiale, il est inscrit avec de faux papiers[20] ;
- Lucien Bianco (né en 1930), historien et sinologue français ;
- Jean-Olivier Viout (né en 1946), magistrat et historien local[21] ;
- Bernadette Laclais (née en 1967), ancienne maire de Chambéry et député à l’Assemblée nationale ;
- Yann Barthès (né en 1974) de 1989 à 1992, animateur et producteur de télévision. Il anima de 2004 à 2016 Le Petit Journal sur Canal Plus et présente désormais Quotidien sur TMC ;
- Nans Peters (né en 1994), coureur cycliste français, vainqueur d'étape sur le Tour d'Italie et le Tour de France.

## Vie associative
Le club Yikiya (ex-Club Tiers-Monde) est impliqué depuis plus de trente ans dans un échange avec le Burkina Faso, et plus généralement dans la découverte de nouvelles cultures. Ils ont par exemple accueilli des Inuits dans le cadre d'un film documentaire tourné en Savoie, à Paris et dans le Nunavik (Canada) : Au-delà de leurs rêves.